# Wyścig Szwecji WTCC 2007
Wyścig Szwecji WTCC 2007 – siódma runda w sezonie 2007 w World Touring Car Championship. Wyścigi odbyły się 29 lipca na torze Scandinavian Raceway w Anderstorp, Smalandia w Szwecji. W pierwszym wyścigu zwyciężył Robert Huff z Chevroleta, a w drugim Rickard Rydell z tego samego zespołu.

## Wyniki

### Sesje treningowe
| Sesja | Nr | Kierowca       | Zespół     | Samochód      | Czas     | Okr. | Źródło |
| ----- | -- | -------------- | ---------- | ------------- | -------- | ---- | ------ |
| 1     | 18 | Tiago Monteiro | SEAT Sport | SEAT León TDI | 1:40,580 | 13   | [ 1 ]  |
| 2     | 18 | Tiago Monteiro | SEAT Sport | SEAT León TDI | 1:40,564 | 13   | [ 2 ]  |

### Wyścig 1

#### Najszybsze okrążenie
| Nr | Kierowca   | Zespół    | Samochód          | Czas     | Okr. | Źródło |
| -- | ---------- | --------- | ----------------- | -------- | ---- | ------ |
| 15 | Alain Menu | Chevrolet | Chevrolet Lacetti | 1:45,150 | 10   | [ 3 ]  |

### Wyścig 2

#### Najszybsze okrążenie
| Nr | Kierowca           | Zespół               | Samochód  | Czas     | Okr. | Źródło |
| -- | ------------------ | -------------------- | --------- | -------- | ---- | ------ |
| 4  | Alessandro Zanardi | BMW Team Italy-Spain | BMW 320si | 1:42,432 | 11   | [ 4 ]  |

### Producenci
Źródło: oficjalna strona WTCC
| Poz. | ± | Producent  | Starty | Punkty |
| ---- | - | ---------- | ------ | ------ |
| 1    |   | BMW        | 7      | 177    |
| 2    |   | SEAT       | 7      | 147    |
| 3    |   | Chevrolet  | 7      | 143    |
| 4    |   | Alfa Romeo | 7      | 70     |
| Poz. | ± | Producent  | Starty | Punkty |